# Betty Ford Center

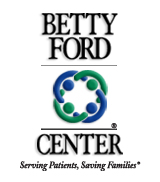
Logo de la clínica.

El Centro Betty Ford es una clínica privada dedicada al tratamiento y rehabilitación de adicciones a drogas y alcohol. La clínica fue cofundada por la ex primera dama de los Estados Unidos de América Betty Ford y el embajador Leonard Firestone en 1982 tras pasar las propia Señora Ford por una clínica para curar su adicción y constatar la inexistencia de centros especializados en las necesidades específicas de mujeres con esta enfermedad.
Aunque la oferta de tratamientos reserva un cupo de plazas idéntico para hombres y mujeres, el tratamiento está enfocado en especial a los problemas específicos de las mujeres.
El Centro Betty Ford ofrece tratamiento no solo a pacientes con problemas de adicciones sino también a su entorno familiar más cercano.
La clínica está situada en Rancho Mirage, California (USA) y por ella han pasado numerosas celebridades, como Billy Joel, Keith Urban y Lindsay Lohan.